# میژنچیتسه
میژنچیتسه (به لاتین: Mierzęcice) یک روستا در لهستان است که در گمینا میژنچیتسه واقع شده‌است. میژنچیتسه ۲٬۶۷۶ نفر جمعیت دارد.